# Cimos DAK / Geri
La CIMOS DAK (AK Dyane) est un petit véhicule utilitaire léger basé sur la Citroën Acadiane, version utilitaire dérivée de la Dyane, produite à Vigo, en Espagne de 1977 à 1987 mais dont la direction de Citroën n'a pas voulu autoriser l'assemblage en Yougoslavie. Les ingénieurs de CIMOS ont alors conçu une version spécifique.

## Histoire
Après avoir cédé les licences à la société yougoslave TOMOS (it) pour assembler des modèles Citroën livrés en CKD; dont la 2CV fourgonnette, au début des années 1970, Citroën souhaitait renforcer son activité en Yougoslavie, l'accord existant entre Citroën et TOMOS étant considéré trop restrictif pour assurer son développement. À cette époque, le gouvernement yougoslave obligeait les constructeurs étrangers à s’allier à une entreprise locale pour assembler des véhicules. En 1972, avec Iskra et TOMOS, Citroën créée une nouvelle entreprise en joint venture, CIMOS DD, dont il détient 49% des parts et l'État yougoslave 51%.
Citroën apporte l'outillage pour l’assemblage, certaines machine-outils d’usinage des pièces pour respecter la quote-part de production locale et son savoir-faire. TOMOS fournit le foncier et des équipements de production. Iskra participe à l’extension et à la modernisation de l’usine de Koper - Capodistria, tout près de la frontière italienne, apporte des liquidités et fournira les composants électriques.
Le 1er janvier 1973, la société CIMOS DD est opérationnelle et les véhicules porteront le nom de CIMOS Citroën et le logo Citroën est présent sur tous les modèles. La société assemble en CKD uniquement de « vraies Citroën » pour le seul marché yougoslave et produit également des pièces mécaniques pour Citroën France. Au fil des années, dans les articles de presse et les publicités d’époque, le nom CIMOS est de plus en plus présent ; une forme de fierté gouvernementale de pouvoir se démarquer par une appellation différente. La division indépendante composants automobiles CIMOS fabriquait plus de 180 pièces pour les Citroën françaises. Une deuxième division était chargée d’assembler les modèles Citroën envoyées en kits de France vers la Yougoslavie. 
TOMOS puis CIMOS ont assemblé, depuis 1960, des 2 CV, DS (1 000 ex), GS, CX (quelques centaines) et Dyane renommée Diana. Les utilitaires (2CV fourgonnette et fourgon H) ont aussi été assemblés, mais au compte-goutte. Le détail des véhicules assemblés, automobiles et utilitaires, est inconnu. Les marques locales TAM et Zastava (liée à Fiat depuis 1953), avaient un quasi-monopole du marché des utilitaires. En 1978, la fin de l'assemblage de la 2 CV fourgonnette a laissé un vide dans le catalogue CIMOS. Une dizaine d'Acadianes seulement ont été envoyées en kit car la direction de Citroën avait refusé qu'elle soit assemblée en Yougoslavie.
En 1980, lassés de l'absence d'un petit utilitaire, les ingénieurs yougoslaves ayant conçu une version spécifique construite sur la base de leur Diana, (la Dyane 6 locale), lors du Salon de l'automobile de Belgrade en mars, CIMOS présente les modèles DAK et Geri. L'accueil réservé par le public étant favorable, conformément à l'accord de Citroën, CIMOS lance, l'année suivante, la production de ses deux petits utilitaires.

## CIMOS DAK
La Dak est une fourgonnette qui ressemble beaucoup à la Citroën Acadiane mais est plus courte car elle repose sur le châssis de la Diana et non pas, comme l'Acadiane, sur un châssis de Dyane allongé de 135 mm.
Conformément à la philosophie Citroën, la carrosserie de la partie arrière est ondulée mais avec une trame plus moderne, afin d'obtenir une rigidité suffisante avec une tôle d'épaisseur inférieure à moindre coût. L'Acadiane était fabriquée dans l'usine de Vigo en Espagne. Alors qu'elle était produite avec des vitres descendantes, la version française avait des vitres coulissantes horizontalement qui sont conserves sur les DAK et Geri. Les doubles portes battantes arrière de l'Acadiane sont ici remplacées par un hayon. Environ 2 200 exemplaires ont été produits entre 1981 et 1985.

## CIMOS Geri
Le, ou la, CIMOS Geri est la version pick-up de la CIMOS DAK, construite sur la même base.
Pour la petite histoire :
- Citroën a importé en France les fourgonnettes Acadiane fabriquées par sa filiale Citroën Hispania dans son usine de Vigo en Espagne.
- Citroën n'a jamais produit la version Acadiane pick-up dont deux modèles "Dyane pick-up" ont pourtant existé :
- l'un en Iran, conçu et fabriqué par SAIPAC (75% État iranien & 25% Citroën) et baptisé Jyane pick-up,
- l'autre en Yougoslavie, la CIMOS Geri dont 900 exemplaires ont été produits entre 1982 et 1985.

## Caractéristiques

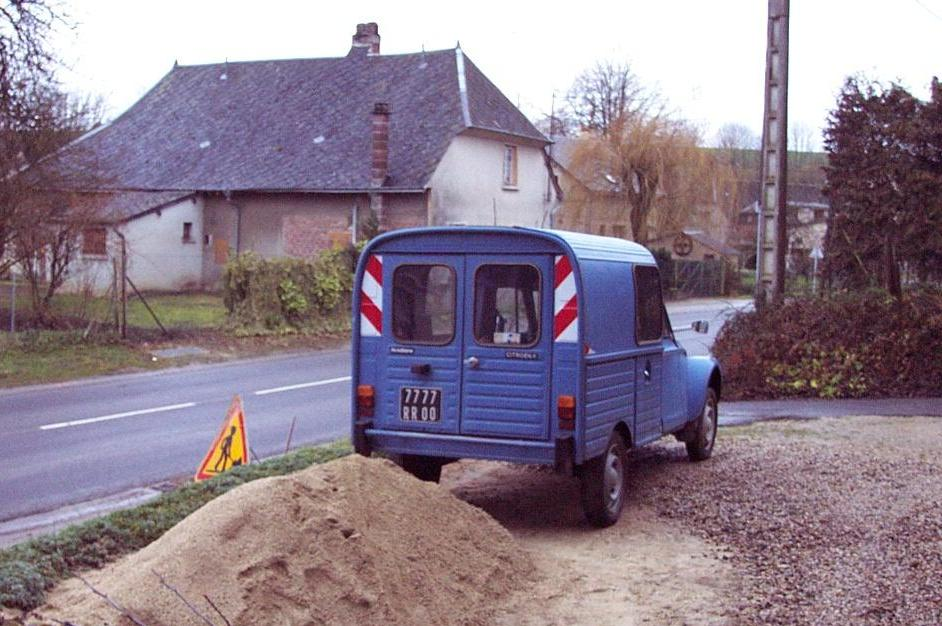
Une Acadiane en France

Toute la partie avant est scrupuleusement reprise de la Diana (la Dyane 6 locale) avec quelques petites différences nuances comme la marque du vitrage, les ceintures…. Geri et Dak partagent le même 602 cm3 bien connu sur les productions françaises. La différence se fait uniquement sur la partie arrière. Pour faire simple, certains vous diront que la Dak est une Geri avec un plateau fermé.
Comme le modèle Diana yougoslave, la Dyane assemblée en CKD localement, les DAK et Geri sont équipés du moteur boxer bicylindre Citroën développant 31 ch DIN type M28/1 en variante AM2A, et atteint une vitesse maximale de 100 km/h, à vide sur terrain plat. Les freins avant sont à disques et à tambours à l'arrière.
Contrairement à l'Acadiane, sortie en 1978, dont la plateforme est dérivée de la 2CV mais avec un empattement allongé de 13,5 cm pour passer à 253,5 cm, les DAK et Geri conservent l'empattement de base de la Diana de 240,0 cm. Le volume de chargement est de 2 100 dm3, identique à celui de la 2CV AK.400 et dispose d’une charge utile de 480 kg.
La cellule avant des DAK et Geri est celle des berlines Diana. L'intérieur de la cabine utilise les éléments de la Diana : tableau de bord avec aérateurs orientables et cendrier, siège passager escamotable, réglage des sièges permet un recul de 10 cm, ceintures de sécurité à enrouleur, panneaux de portes avec accoudoirs et vide-poches ainsi que les vitres coulissantes.

## Fin de CIMOS
À l'origine du projet, CIMOS avait obtenu l'accord de Citroën pour étudier puis fabriquer les prototypes des DAK et Geri. En 1981, avec l'accord de Citroën qui est allé jusqu'à promettre sa commercialisation par son réseau, CIMOS commence la production de la fourgonnette Cimos DAK. Contre toute attente, CIMOS avait réussi à concevoir et fabriquer un modèle intéressant, basé sur un châssis de Diana non rallongé, donc plus robuste, contrairement à l’Acadiane. La DAK était plus moderne que l’Acadiane, fabriquée depuis 1978  mais qui n'était qu'une 2CV AK.400 datant de 1951 avec la face avant de la Dyane.
CIMOS DD a proposé de produire les DAK et Geri pour Citroën qui a rejeté la proposition. Pire, piqué à vif en constatant que la petite entreprise artisanale CIMOS ait pu concevoir et produire un modèle plus moderne que son Acadiane, Citroën a interdit à CIMOS d'exporter les DAK et Geri et, pour lui faire payer ce crime de lèse majesté, rompt le contrat en vigueur et, en 1985, arrête immédiatement et sans préavis, la livraison de kit CKD pour tous les modèles en cours, ce qui mit fin de la coentreprise.
En 1984, Citroën lance la fourgonnette C15 bien plus moderne et avec l'avantage d'une motorisation diesel. L'Acadiane, avec son faible moteur essence, est rapidement dépassée. En conséquence, sa production ne tarde pas à s'effondrer, malgré des prix inférieurs de 10 000 francs par rapport au C15. À l'été 1987, l'Acadiane, qui n'existait plus qu'en beige Atlas (référence ECF), n'est plus fabriquée. Toutefois, elle est vendue sur stock jusqu'en avril 1988 alors que la Dyane a disparu depuis juin 1983.

### Éventuelles raisons de la fin de CIMOS
Néanmoins, pour certains spécialistes du monde automobile, la proposition de CIMOS semblait être hors contexte pour différentes raisons :
- certains experts yougoslaves du secteur automobile auraient affirmé que CIMOS n'aurait pas pu se développer car ses représentants (slovènes et français) étaient trop éloignés des enjeux politiques des dirigeants de Belgrade. A l’époque, le gouvernement d’après Tito commençait déjà à se méfier des soulèvements dans différentes régions, dont la Slovénie. La priorité était donnée aux usines se situant dans les zones acquises au gouvernement central et misait sur d'autres constructeurs comme Zastava, filiale de Fiat et TAS, devenue filiale de Volkswagen à Sarajevo en 1972.
- l'usine d’assemblage en CKD CIMOS Citroën de Koper - Capodistria était sous dimensionnée et n’arrivait pas à répondre à la demande sans un sérieux programme de modernisation et d'agrandissement que Citroën ne voulait pas engager.
- contrairement à l’usine IMV de Novo Mesto qui assemble des véhicules Renault et qui envisage de produire des véhicules de manière autonome, et non pas assembler simplement des véhicules en CKD, livrés en kit, CIMOS était incapable de produire un véhicule complet de façon autonome. Les ateliers de CIMOS équipés par Citroën pour assembler à peine quelques dizaines de véhicules par jour, à partir de kits CKD, ressemblent plus à un grand atelier artisanal qu'à une usine d’assemblage. Renault avait négocié, avec le gouvernement Yougoslave, une recapitalisation de l’entreprise IMV pour la construction d'une nouvelle usine pour y produire la future Super 5 (production qui ne débuta qu'en 1989 !). La situation géopolitique et le fait d’être la « Régie Renault » avaient dû aider.
- Citroën préparait le lancement du C15 et la marque allait tourner la page de l’Acadiane. L’aventure roumaine de l'Axel commençait à laisser des traces. Les modèles DAK et Geri n’auraient sans doute pas eu d’avenir dans la gamme Citroën.

Les directions successives de Citroën ont toujours prétexté l’impossibilité d’exporter le CIMOS Geri. S'il avait été conçu dès le lancement de la Dyane, sa notoriété aurait sûrement été beaucoup plus importante.
Sur les 900 CIMOS Geri produits, il en restait, en 2020, une dizaine en circulation. Officiellement, il y en aurait un seul exemplaire en France qui vient de faire son entrée au Musée de l’Automobile de Lorraine. Après avoir été exposé plusieurs années au Conservatoire Citroën, ce modèle, presque unique, a été entièrement restauré en respectant scrupuleusement les méthodes d’assemblage d’origine. La restauration date d’il y a 10 ans et a été effectuée uniquement avec des pièces d’origine. Il semblerait qu’un deuxième exemplaire soit conservé précieusement par Citroën dans ses réserves.

## Production

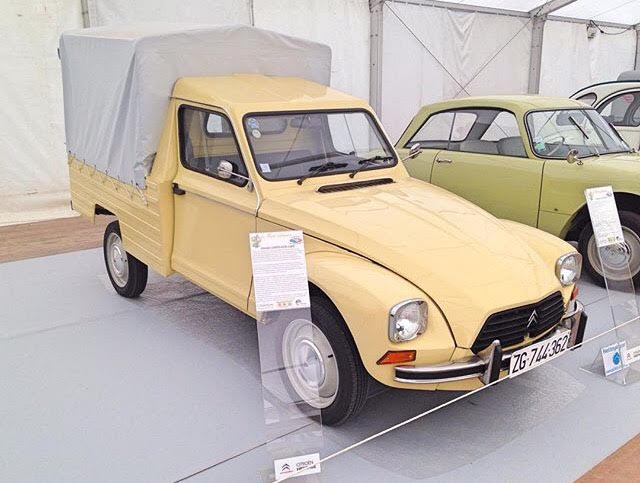
CIMOS Geri

La production totale de la variante yougoslave de l'Acadiane a été assemblée en ex Yougoslavie, dans les ateliers de la société CIMOS à Koper - Capodistria, près de la frontière italienne, aujourd'hui en Slovénie. Environ 2 200 DAK (version fourgonnette) et 900 Geri (version pick-up) ont été fabriqués entre 1981 et 1985.
Après l'arrêt de l'assemblage d'automobiles, la société CIMOS s'est entièrement consacrée à la fabrication de composants automobiles et a continué à livrer une grande quantité de pièces aux usines Citroën, en France et au Portugal jusqu'au début des années 90 lorsque la dernière Citroën 2 CV a quitté l'usine au Portugal et le début de la guerre de Yougoslavie.
Selon certaines sources, Citroën aurait vendu ses parts dans CIMOS en 1996, d'autres certifient en 1986.